# Rallye de Grande-Bretagne 1986
Le Rallye de Grande-Bretagne 1986 (42nd Lombard RAC Rally), disputé du 16 au 19 novembre 1986, est la cent-cinquante-neuvième manche du championnat du monde des rallyes (WRC) courue depuis 1973 et la douzième manche du championnat du monde des rallyes 1986.

## Contexte avant la course

### Le championnat du monde
Ayant succédé en 1973 au championnat international des marques (en vigueur de 1970 à 1972), le championnat du monde des rallyes comprend généralement une douzaine manches, comprenant les plus célèbres épreuves routières internationales, telles le Rallye Monte-Carlo, le Safari ou le RAC Rally. Depuis 1979, le championnat des constructeurs a été doublé d'un championnat pilotes, ce dernier remplaçant l'éphémère Coupe des conducteurs, organisée à seulement deux reprises en 1977 et 1978. Le calendrier 1986 intègre treize manches pour l'attribution du titre de champion du monde des pilotes mais seulement onze sélectives pour le championnat des marques (le Rallye de Côte d'Ivoire et le Rallye Olympus en étant exclus). Les épreuves sont réservées aux catégories suivantes :
- Groupe N : voitures de grande production de série, ayant au minimum quatre places, fabriquées à au moins 5000 exemplaires en douze mois consécutifs ; modifications très limitées par rapport au modèle de série (bougies, amortisseurs).
- Groupe A : voitures de tourisme de grande production, fabriquées à au moins 5000 exemplaires en douze mois consécutifs, avec possibilité de modifications des pièces d'origine ; poids minimum fonction de la cylindrée.
- Groupe B : voitures de grand tourisme, fabriquées à au moins 200 exemplaires en douze mois consécutifs, avec possibilité de modifications des pièces d'origine (extension d'homologation portant sur 5% de la production[2]).

Déjà assombrie par une série d'accidents mortels ayant conduit la Fédération internationale du sport automobile à exclure les voitures du groupe B du championnat du monde à compter du 1er janvier 1987, la saison 1986 a de plus été totalement perturbée sur le plan sportif après l'affaire du Rallye Sanremo, où les autorités sportives, aussitôt après un contrôle technique et malgré l'appel déposé par le constructeur, ont exclu de la course les Peugeot officielles, violant la procédure stipulant qu'en ce cas les voitures incriminées devaient être autorisées à poursuivre leur course, leur disqualification ne pouvant être prononcée qu'ultérieurement. Si cette situation n'a pas d'effet significatif sur le championnat des constructeurs, Peugeot s'étant adjugé le titre mondial à l'issue du Rallye des 1000 lacs, elle porte gravement atteinte au bon déroulement de celui des pilotes : la victoire de la Lancia de Markku Alén à Sanremo a permis au pilote finlandais de se rapprocher à deux points de son compatriote Juha Kankkunen (qui s'est imposé en Suède, en Grèce et Nouvelle-Zélande au volant de sa Peugeot), mais les deux adversaires vont devoir disputer les deux dernières manches dans l'incertitude, la réunion du comité exécutif de la Fédération internationale du sport automobile au sujet de la réclamation déposée par Peugeot étant programmée en toute fin d'année, le 18 décembre.

### L'épreuve
Créé en 1932 sous la forme d'un concours de maniabilité et de navigation, le Rallye RAC (pour Royal Automobile Club) est devenu au début des années 1960 une véritable épreuve de vitesse, avec établissement d'un système de classement par chronométrage. Empruntant majoritairement pistes et chemins de terre (dont une partie dans des domaines privés), sur un parcours tenu secret jusqu'au départ, il s'avère l'une des manches les plus sélectives du championnat du monde, faisant appel aux qualités d'improvisation des pilotes. Le record de victoires au RAC est détenu par Hannu Mikkola, qui s'y est imposé à quatre reprises entre 1978 et 1982.

## Le parcours
- départ : 16 novembre 1986 de Bath
- arrivée : 19 novembre 1986 à Bath

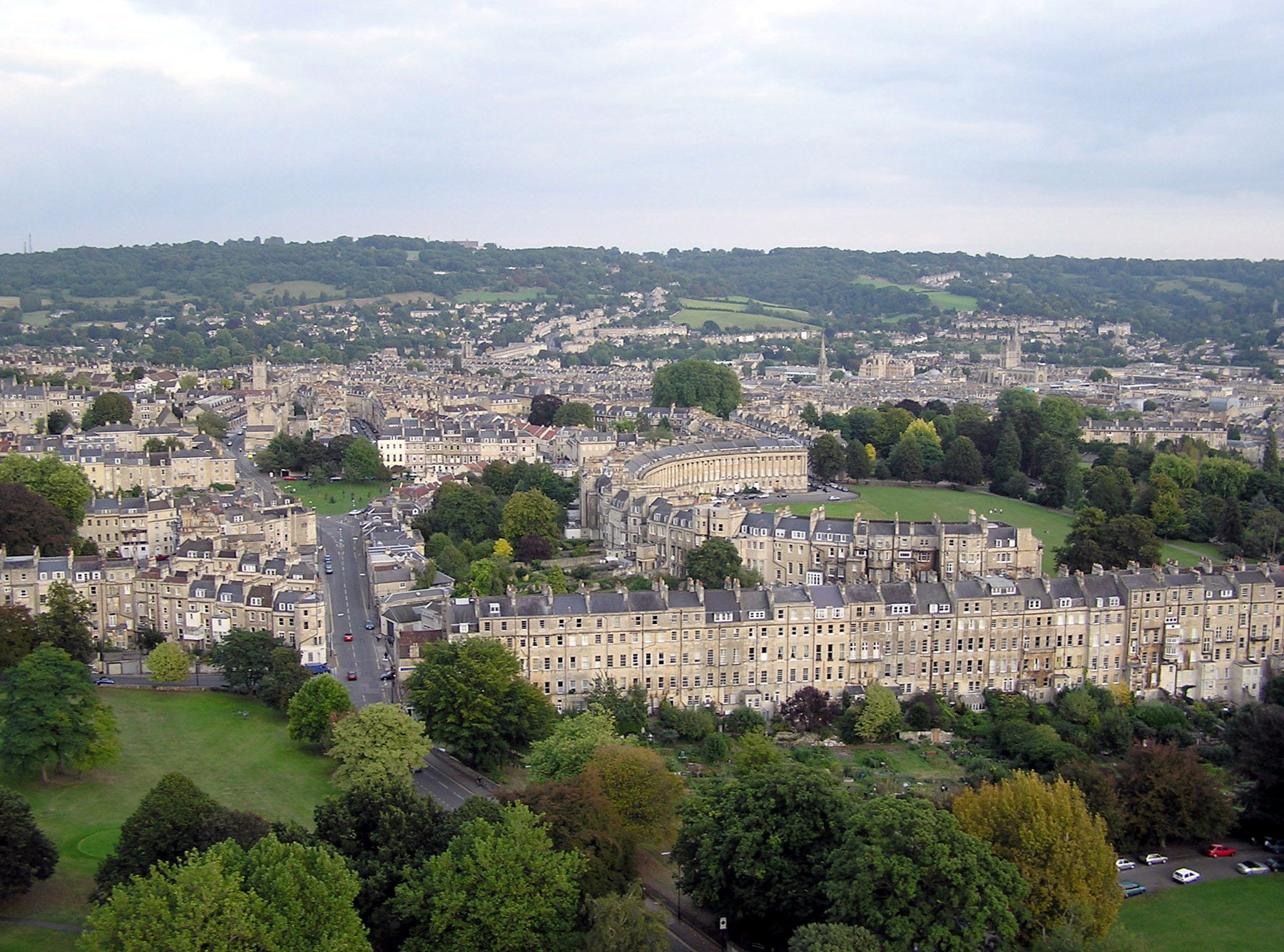
Bath, ville départ et arrivée du Rallye RAC 1986.

- distance : 2 512,52 km dont 515,79 km sur 45 épreuves spéciales
- surface : terre (92%) et asphalte (8%)
- Parcours divisé en quatre étapes[4]

### Première étape
- Bath - Gloucester - Buxton - Harrogate, le 16 novembre
- distance : 528,92 km dont 43,92 sur 9 épreuves spéciales

### Deuxième étape
- Harrogate - Édimbourg, le 17 novembre
- distance : 563,26 km dont 188,17 sur 13 épreuves spéciales

### Troisième étape
- Édimbourg - Carlisle - Preston - Liverpool, le 18 novembre
- distance : 663,96 km dont 110,68 sur 10 épreuves spéciales

### Quatrième étape
- Liverpool - Chester - Builth Wells - Bridgend - Bath, le 19 novembre
- distance : 756,38 km dont 188,92 sur 13 épreuves spéciales

## Les forces en présence
- Peugeot

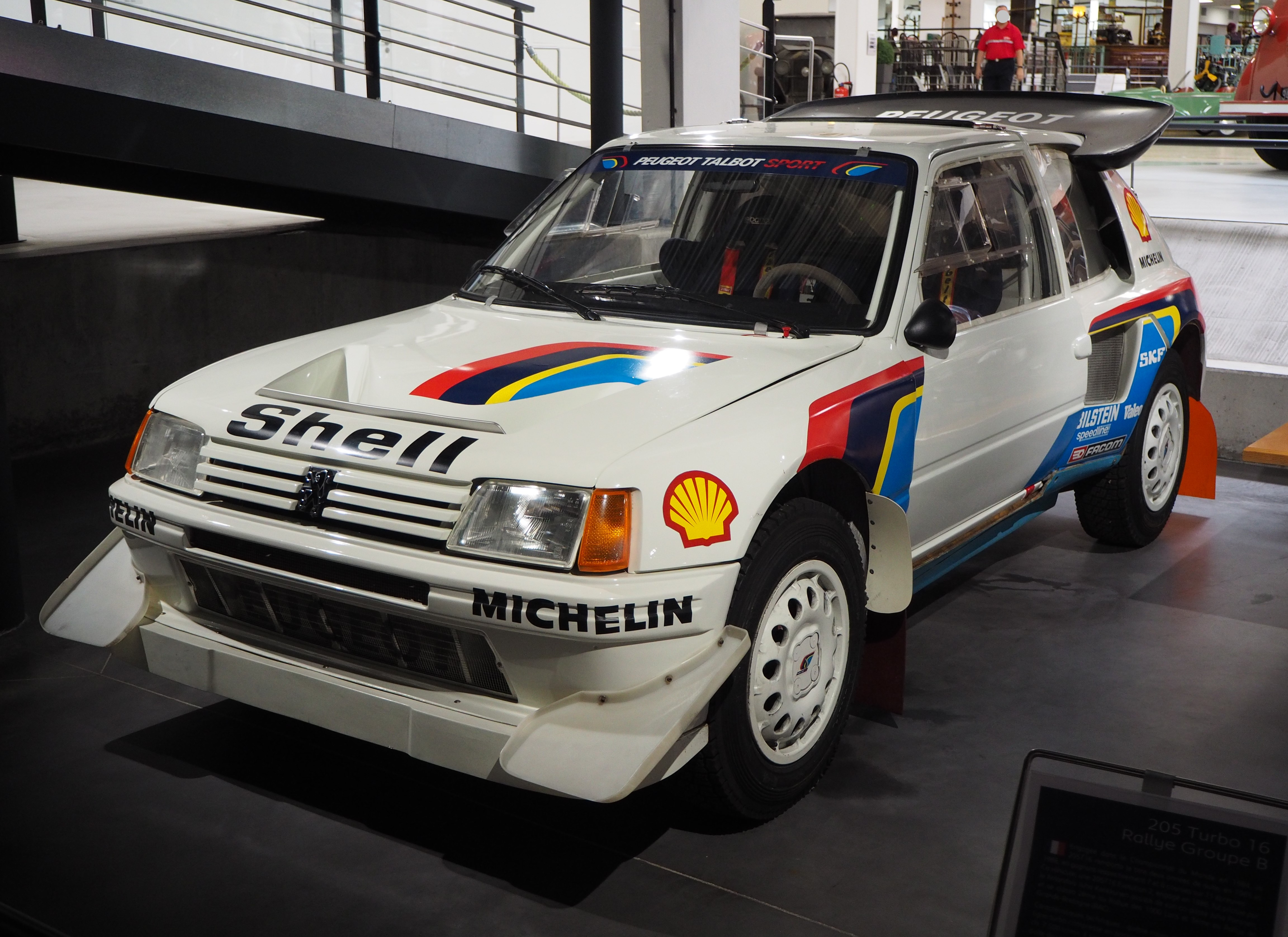
Trois Peugeot 205 Turbo 16 Évolution 2 seront au départ.

Peugeot Talbot Sport aligne trois 205 Turbo 16 Évolution 2 groupe B à transmission intégrale permanente pour Timo Salonen, Juha Kankkunen et Mikael Sundström. Leur moteur central arrière, d'une cylindrée de 1775 cm3, est alimenté par un système d'injection électronique Bosch associé à un turbocompresseur Garrett. Avec une pression de suralimentation de 3 bars, il délivre 450 chevaux à 7500 tr/min, la puissance pouvant toutefois atteindre 500 chevaux en jouant sur le tarage du turbo. Les trois voitures sont équipées des mêmes protections latérales qu'au rallye Sanremo, qui avaient été déclarées non conformes et entraîné leur exclusion. Contrairement à leurs collègues italiens, les commissaires techniques anglais les ont acceptées. Les 205 T16 pèsent 910 kg et sont chaussées de pneus Michelin.
- Lancia

La Scuderia Lancia a engagé deux Delta S4 groupe B, le premier pilote Markku Alén étant épaulé par Mikael Ericsson. L'architecture de ces voitures est semblable à celle des 205 Turbo 16 (moteur en position centrale arrière, transmission intégrale permanente), leur particularité étant leur double système de suralimentation, avec un compresseur volumétrique à lobes Abarth associé à un turbocompresseur KKK. La plage d'utilisation du moteur est ainsi optimale. Avec une pression de turbo de 2,65 bars, le quatre cylindres de 1759 cm3, à injection électronique Magneti Marelli, est capable de fournir 450 chevaux à 8000 tr/min. Les Delta S4 pèsent moins de 900 kg et sont équipées de pneus Pirelli.
- MG

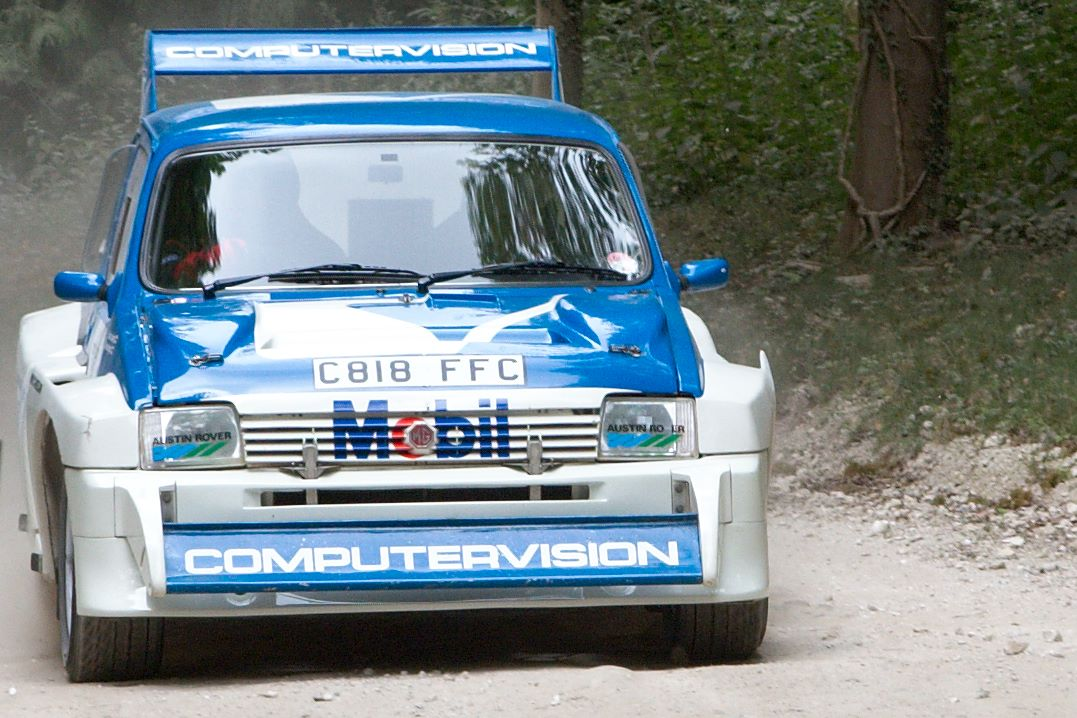
Une MG Metro 6R4 groupe B lors d'une manifestation historique.

Avec sept voitures directement engagées par le groupe Austin Rover et six autres aux mains de pilotes privés, les MG Metro 6R4 sont de loin les plus représentées en groupe B. Mesurant seulement 3,65 mètres de long, elles sont nettement plus courtes que leurs concurrentes et sont les seules de leur catégorie à utiliser un moteur atmosphérique, un V6 de 2991 cm3, en position centrale arrière, alimenté par injection électronique Lucas et développant 410 chevaux à 8500 tr/min. Elles se distinguent également par leur transmission intégrale permanente à répartition fixe (un tiers à l'avant, deux tiers à l'arrière). Pesant 980 kg, elles disposent d'une boîte cinq vitesses et sont chaussées de pneus Michelin. Les voitures officielles sont confiées à Tony Pond, Malcolm Wilson, David Llewellin, Jimmy McRae, Per Eklund, Marc Duez et Harri Toivonen.
- Ford

Ford Motorsport est présent en force avec quatre RS200 groupe B officielles, qui seront aux mains de Stig Blomqvist, Kalle Grundel, Mark Lovell et Stig Andervang. Ces voitures à moteur central arrière sont dotées d'une transmission intégrale avec différentiel central Ferguson. Leur structure est constituée de caissons recouverts de fibre de carbone, avec une architecture conçue pour obtenir un centre de gravité très bas. La boîte de vitesses à cinq rapports est située à l'avant. Le quatre cylindres de 1 803 cm3 est alimenté par un système d'injection Bosch associé à un turbocompresseur Garrett et développe 450 chevaux à 7500 tr/min. Pesant 1 080 kg et mesurant quatre mètres de long, les Ford sont chaussées de pneus Pirelli.
- Mazda

Le Mazda rallye Team Europe a engagé une 323 4WD (moteur avant 1,6 litre turbo, quatre roues motrices, 1020 kg, 220 chevaux) pour Ingvar Carlsson, qui sera l'un des principaux favoris du groupe A. La Mazda est équipée de pneus Michelin.
- Audi

Le pilote allemand Harald Demuth dispose de l'Sport Quattro groupe B de David Sutton Motorsport. Ce coupé à moteur longitudinal avant et transmission intégrale se caractérise par son empattement très court (2,20 mètres) et pèse environ une tonne. Le cinq cylindres de 2 110 cm3, alimenté par injection électronique Bosch et doté d'un turbocompresseur KKK délivre environ 400 chevaux à 7500 tr/min. Il dispose d'une boîte six vitesses. Deux anciennes Quattro groupe B privées sont également au départ (cinq cylindres, 2 109 cm3, 360 chevaux, 1050 kg), aux mains de Tomi Palmqvist et de Chris Lord. Principal rival de Carlsson en groupe A, Lasse Lampi prendra le départ sur son Coupé Quattro (cinq cylindres atmosphérique, 200 chevaux). Les Audi utilisent des pneus Michelin.
- Opel

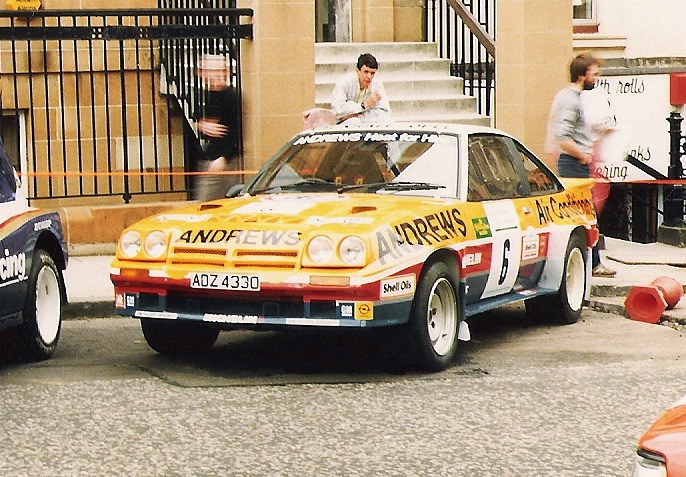
L'Opel Manta 400 groupe B de Russell Brookes.

Animateur du championnat britannique, Russell Brookes pilote une Opel Manta 400 groupe B engagée par GM Dealer Sport. Ce coupé à transmission classique est équipé d'un moteur quatre cylindres de 2420 cm3, alimenté par deux carburateurs double corps Weber, délivrant 275 chevaux à 7250 tr/min. Il pèse 980 kg et utilise des pneus Michelin.
- Volkswagen

Assuré du titre de champion du monde du groupe A, Kenneth Eriksson dispose de la Golf GTI 16V engagée par Volkswagen Motorsport. Cette traction est motorisée par un quatre cylindres de 1781 cm3 à seize soupapes, alimenté par injection mécanique Bosch, d'une puissance de 195 chevaux à 7200 tr/min. Elle est équipée de pneus Pirelli. Ne disposant que de deux roues motrices, Eriksson ne pourra vraisemblablement pas viser la victoire de groupe dans cette épreuve.
- Škoda

Les deux 130 LR groupe B officielles seront aux mains de John Haugland et de Ladislav Křeček. Ces petites berlines sont motorisées par quatre cylindres de 1290 cm3, monté en porte-à-faux arrière. La puissance maximale est de 135 chevaux.

## Déroulement de la course

### Première étape

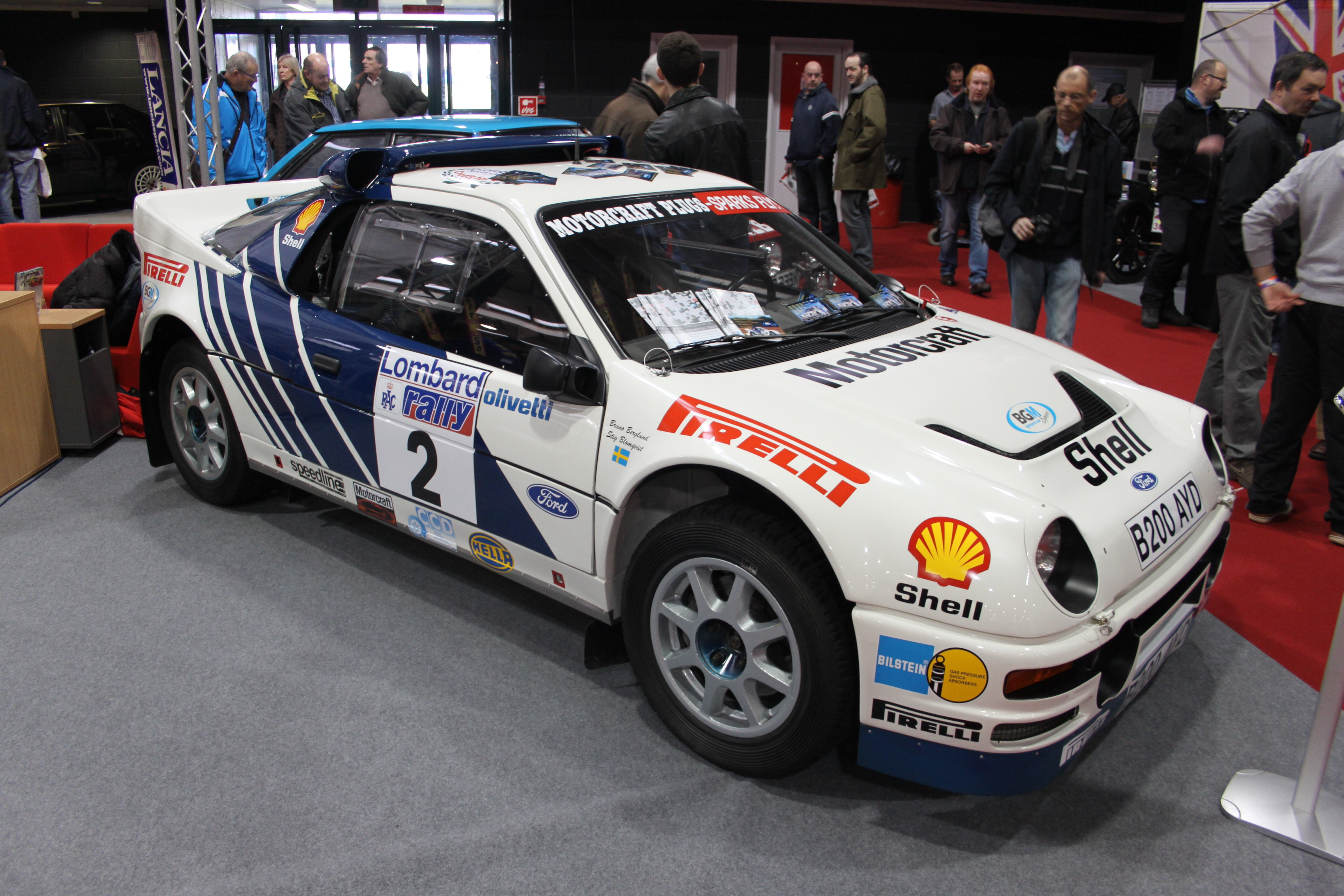
La Ford RS200 de Stig Blomqvist, premier leader de l'épreuve.

Les équipages s'élancent de Bath le dimanche matin, pour une courte étape ne comportant qu'une quarantaine de secteurs chronométrés disputés dans des parcs, par un temps humide. C'est tout d'abord Stig Blomqvist, au volant de sa Ford, qui prend le commandement de la course, avant que Juha Kankkunen et sa Peugeot ne prennent les choses en main. Les écarts vont cependant rester faibles au cours de la journée, les onze premiers se tenant en moins d'une minute au terme de l'étape. Kankkunen rallie Harrogate avec seulement quatre secondes d'avance sur Alén ; ayant perdu une vingtaine de secondes en début de matinée à cause d'une légère sortie de route, celui-ci a ensuite attaqué sans relâche pour remonter de la treizième à la deuxième place. Un peu plus loin vient la MG de Tony Pond, juste devant la Ford de Blomqvist et la Peugeot de Timo Salonen. Hormis l'abandon de la MG de Marc Duez (moteur cassé), aucun incident notable n'est venu contrarier la progression des têtes d'affiche. Dix-neuvième au classement général, Lasse Lampi (sur Audi) est en tête du groupe A mais ne compte qu'une dizaine de secondes d'avance sur la Mazda d'Ingvar Carlsson.
| Pos. | Pilote            | Copilote        | Voiture                 | Groupe | Temps       | Écart        |
| ---- | ----------------- | --------------- | ----------------------- | ------ | ----------- | ------------ |
| 1    | Juha Kankkunen    | Juha Piironen   | Peugeot 205 Turbo 16 E2 | B      | 30 min 31 s |              |
| 2    | Markku Alén       | Ilkka Kivimäki  | Lancia Delta S4         | B      | 30 min 35 s | + 4 s        |
| 3    | Tony Pond         | Rob Arthur      | MG Metro 6R4            | B      | 30 min 49 s | + 18 s       |
| 4    | Stig Blomqvist    | Bruno Berglund  | Ford RS200              | B      | 30 min 50 s | + 19 s       |
| 5    | Timo Salonen      | Seppo Harjanne  | Peugeot 205 Turbo 16 E2 | B      | 30 min 52 s | + 21 s       |
| 6    | Mikael Sundström  | Voitto Silander | Peugeot 205 Turbo 16 E2 | B      | 30 min 55 s | + 24 s       |
| 7    | Mikael Ericsson   | Claes Billstam  | Lancia Delta S4         | B      | 31 min 03 s | + 32 s       |
| 8    | Malcolm Wilson    | Nigel Harris    | MG Metro 6R4            | B      | 31 min 06 s | + 35 s       |
| 9    | Per Eklund        | Dave Whittock   | MG Metro 6R4            | B      | 31 min 18 s | + 47 s       |
| 10   | Jimmy McRae       | Ian Grindrod    | MG Metro 6R4            | B      | 31 min 20 s | + 49 s       |
| 11   | Kalle Grundel     | Benny Melander  | Ford RS200              | B      | 31 min 23 s | + 52 s       |
| 12   | Harri Toivonen    | Neil Wilson     | MG Metro 6R4            | B      | 31 min 37 s | + 1 min 06 s |
| 13   | David Llewellin   | Phil Short      | MG Metro 6R4            | B      | 31 min 39 s | + 1 min 08 s |
| 14   | Stig Andervang    | David West      | Ford RS200              | B      | 32 min 24 s | + 1 min 53 s |
| 15   | Mark Lovell       | Roger Freeman   | Ford RS200              | B      | 32 min 43 s | + 2 min 12 s |
| 16   | Willie Rutherford | Bryan Harris    | MG Metro 6R4            | B      | 32 min 25 s | + 2 min 54 s |
| 17   | Harald Demuth     | Steve Bond      | Audi Sport Quattro      | B      | 33 min 32 s | + 3 min 01 s |
| 18   | David Gillanders  | Ken Rees        | MG Metro 6R4            | B      | 33 min 36 s | + 3 min 05 s |
| 19   | Lasse Lampi       | Pentti Kuukkala | Audi Coupé Quattro      | A      | 33 min 59 s | + 3 min 28 s |
| 20   | Russell Brookes   | Mike Broad      | Opel Manta 400          | B      | 34 min 04 s | + 3 min 33 s |
| 21   | Ken Wood          | Peter Brown     | MG Metro 6R4            | B      | 34 min 08 s | + 3 min 37 s |
| 22   | Ingvar Carlsson   | Jan-Olof Bohlin | Mazda 323 4WD           | A      | 34 min 10 s | + 3 min 39 s |
| 23   | Tony Teesdale     | Greg Horne      | MG Metro 6R4            | B      | 34 min 30 s | + 3 min 59 s |
| 24   | Kenneth Eriksson  | Peter Diekmann  | Volkswagen Golf GTI 16V | A      | 34 min 35 s | + 4 min 04 s |
| 25   | Pentti Airikkala  | Roland McNamee  | Vauxhall Astra GTE      | A      | 35 min 00 s | + 4 min 29 s |

### Deuxième étape
Les concurrents reprennent la route le lundi matin, en direction de l'Écosse. Kankkunen creuse l'écart sur Alén tandis que Blomqvist est bientôt retardé par une crevaison, Pond par des ennuis de différentiel, tous deux rétrogradant aux neuvième et dixième rangs. À mi-journée, Kankkunen a porté son avance à trente-trois secondes mais un tête-à-queue peu avant la frontière écossaise permet à Alén de lui en reprendre vingt. En abordant la forêt de Kielder, le pilote Peugeot crève et doit céder le commandement à son adversaire. Celui-ci va aussi être retardé par une crevaison, permettant à Salonen de revenir à son niveau. Les trois premiers (Alén, Salonen et Kankkunen) sont alors groupés en trois secondes, talonnés par Mikael Ericsson qui se montre très rapide sur la deuxième Lancia. Salonen est en tête aux abords d'Édimbourg mais décide alors de ralentir pour ne devoir ouvrir la route le lendemain. Ericsson hérite du commandement, ralliant le parc fermé avec deux secondes d'avance sur Alén et Salonen et cinq sur Kankkunen. Cinquième, Mikael Sundström (Peugeot) accuse près d'une minute et demie de retard sur les premiers. Il est talonné par Blomqvist, remonté en sixième position devant les MG de Jimmy McRae et Tony Pond. Dix-septième, Carlsson a dépassé Lampi et pris la tête du groupe A. Alors qu'il s'était hissé au quatrième rang au cours de la matinée, Malcolm Wilson a tout d'abord été retardé par la casse de l'arbre de transmission de sa MG, avant que la défaillance de la direction assistée ne provoque une sortie de route, la MG atterrissant dans un fossé. C'est grâce à l'aide spontanée de son compatriote Chris Lord (qui a tracté la MG avec son Audi) que le Britannique a pu repartir, après plus d'une demi-heure d'efforts, dégringolant en fond de classement. Bien qu'ayant ensuite regagné de nombreuses places, il pointe seulement en cinquante-huitième position.

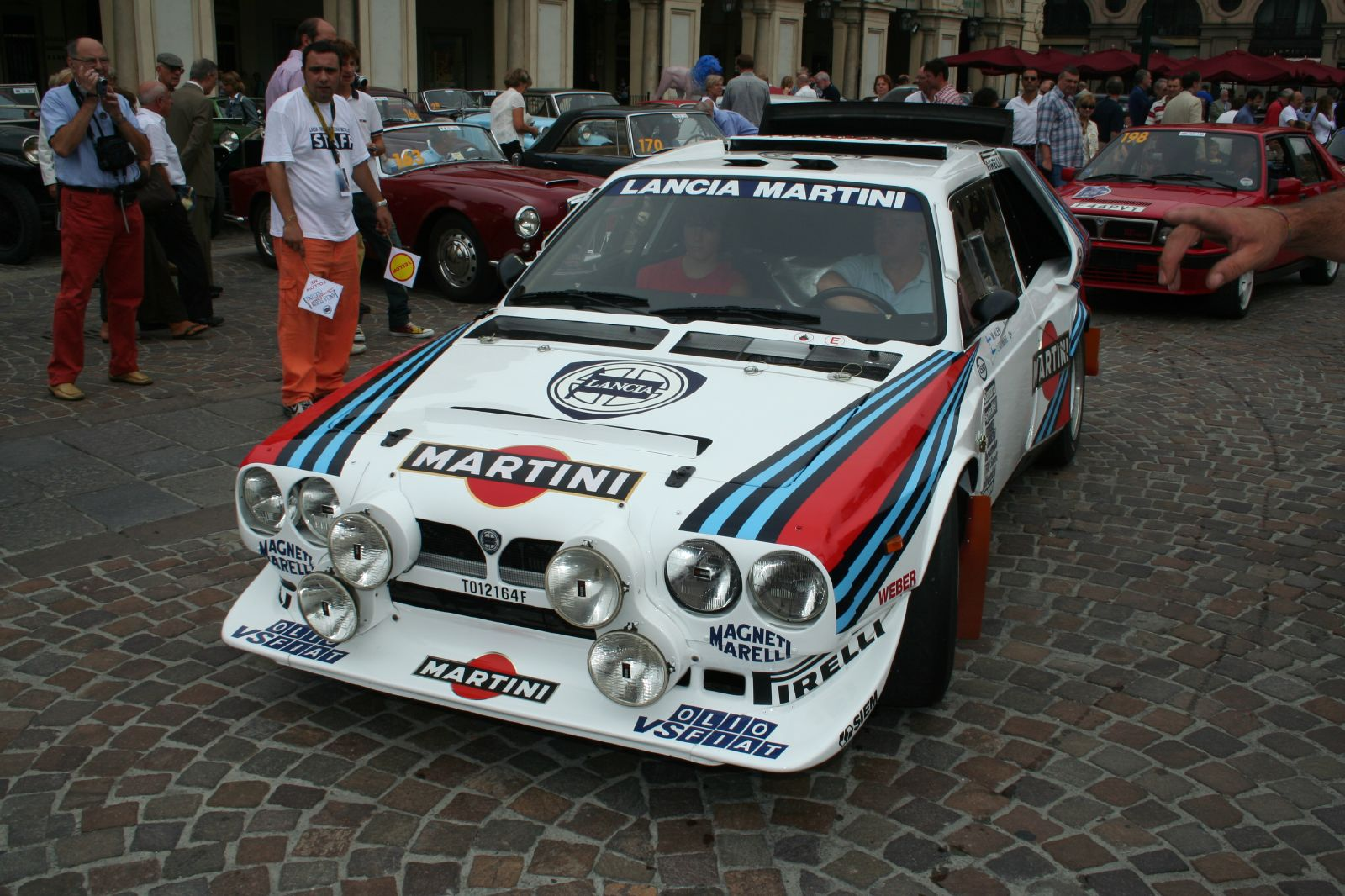
Une Lancia Delta S4 semblable à celle de Mikael Ericsson, en tête à l'issue de la deuxième étape.

| Pos. | Pilote           | Copilote        | Voiture                 | Groupe | Temps           | Écart         |
| ---- | ---------------- | --------------- | ----------------------- | ------ | --------------- | ------------- |
| 1    | Mikael Ericsson  | Claes Billstam  | Lancia Delta S4         | B      | 2 h 11 min 20 s |               |
| 2    | Timo Salonen     | Seppo Harjanne  | Peugeot 205 Turbo 16 E2 | B      | 2 h 11 min 22 s | + 2 s         |
| 2=   | Markku Alén      | Ilkka Kivimäki  | Lancia Delta S4         | B      | 2 h 11 min 22 s | + 2 s         |
| 4    | Juha Kankkunen   | Juha Piironen   | Peugeot 205 Turbo 16 E2 | B      | 2 h 11 min 25 s | + 5 s         |
| 5    | Mikael Sundström | Voitto Silander | Peugeot 205 Turbo 16 E2 | B      | 2 h 12 min 46 s | + 1 min 26 s  |
| 6    | Stig Blomqvist   | Bruno Berglund  | Ford RS200              | B      | 2 h 12 min 48 s | + 1 min 28 s  |
| 7    | Jimmy McRae      | Ian Grindrod    | MG Metro 6R4            | B      | 2 h 12 min 58 s | + 1 min 38 s  |
| 8    | Tony Pond        | Rob Arthur      | MG Metro 6R4            | B      | 2 h 13 min 36 s | + 2 min 16 s  |
| 9    | Kalle Grundel    | Benny Melander  | Ford RS200              | B      | 2 h 14 min 02 s | + 2 min 42 s  |
| 10   | Per Eklund       | Dave Whittock   | MG Metro 6R4            | B      | 2 h 15 min 23 s | + 4 min 03 s  |
| 11   | David Llewellin  | Phil Short      | MG Metro 6R4            | B      | 2 h 19 min 56 s | + 8 min 36 s  |
| 12   | Harald Demuth    | Steve Bond      | Audi Sport Quattro      | B      | 2 h 23 min 42 s | + 12 min 22 s |
| 13   | David Gillanders | Ken Rees        | MG Metro 6R4            | B      | 2 h 25 min 00 s | + 13 min 40 s |
| 14   | Harri Toivonen   | Neil Wilson     | MG Metro 6R4            | B      | 2 h 26 min 18 s | + 14 min 58 s |
| 15   | Russell Brookes  | Mike Broad      | Opel Manta 400          | B      | 2 h 26 min 43 s | + 15 min 23 s |
| 16   | Ken Wood         | Peter Brown     | MG Metro 6R4            | B      | 2 h 27 min 35 s | + 16 min 15 s |
| 17   | Ingvar Carlsson  | Jan-Olof Bohlin | Mazda 323 4WD           | A      | 2 h 28 min 08 s | + 16 min 48 s |
| 18   | Lasse Lampi      | Pentti Kuukkala | Audi Coupé Quattro      | A      | 2 h 29 min 18 s | + 17 min 58 s |
| 19   | Kenneth Eriksson | Peter Diekmann  | Volkswagen Golf GTI 16V | A      | 2 h 29 min 37 s | + 18 min 17 s |
| 20   | Glyn Jones       | James Ryland    | Opel Manta 400          | B      | 2 h 32 min 30 s | + 21 min 10 s |
|      |                  |                 |                         |        |                 |               |
| 58   | Malcolm Wilson   | Nigel Harris    | MG Metro 6R4            | B      | 2 h 52 min 22 s | + 42 min 44 s |

### Troisième étape

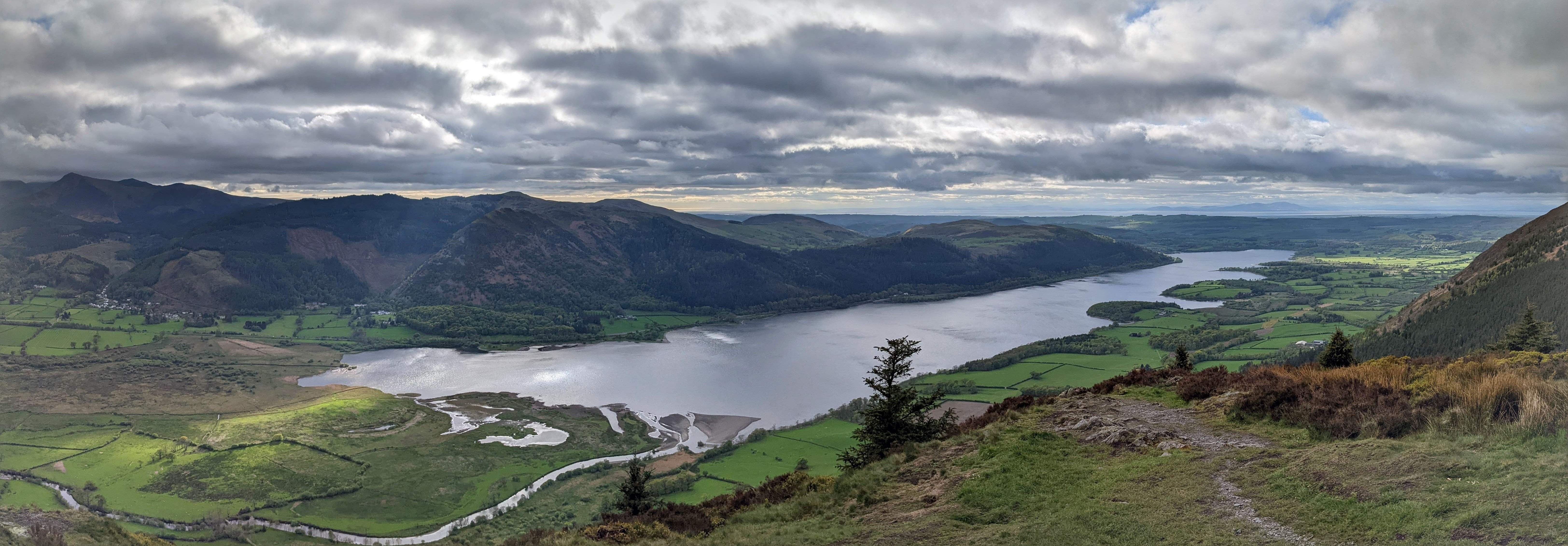
Le lac de Bassenthwaite (dans le Lake District), point de passage de la troisième étape.

Les équipages restant en course repartent le mardi matin en direction de Liverpool. Dans les forêts écossaises, Kankkunen, Alén, Salonen puis Ericsson prennent tour à tour le commandement. La lutte reste extrêmement serrée entre les quatre meneurs et en début d'après-midi, après les trois premières épreuves disputées dans la région montagneuse de Lake District, Ericsson ne possède que trois secondes d'avance sur Kankkunen, onze sur Salonen et seize sur Alén. Tous les autres, emmenés par McRae et Grundel, sont à plus de deux minutes. Moteur cassé, Blomqvist, qui occupait jusqu'alors la cinquième place, a dû renoncer. La bataille reste intense dans la forêt de Grizedale. Salonen attaque très fort et revient à seulement deux secondes d'Ericsson au terme des trente premiers kilomètres chronométrés. Kankkunen part à la faute dans ce secteur, sa 205 glissant dans un fossé avant de se mettre sur le toit. Deux minutes s'écoulent avant que l'équipage, aidé par de nombreux spectateurs, ne parvienne à remettre la voiture sur ses roues. Le pare-brise est cassé et la portière droite a été arrachée mais Kankkunen peut néanmoins reprendre la route, après deux minutes supplémentaires perdues à récupérer notes, cartes et roadbook, éparpillés le long du chemin. Le Finlandais rétrograde au quatrième rang, McRae ayant auparavant été retardé par une double crevaison et perdu quatre minutes. Tentant de résister à Salonen, Eriksson part à la faute dans le tronçon suivant et ouvre le train avant de sa Lancia. Il concède une minute et perd deux places, laissant le commandement de la course à Salonen, qui précède Alén de sept secondes. Le champion du monde creuse très légèrement l'écart sur son rival dans la dernière épreuve spéciale de la journée, ralliant Liverpool avec neuf secondes d'avance. Troisième à un peu plus d'une minute, Ericsson reste en lice pour la victoire. Il n'en est pas de même pour Kankkunen, quatrième, qui accuse désormais plus de trois minutes et demie de retard et précède de peu son coéquipier Sundström, la MG de Pond et la Ford de Grundel. Treizième, Carlsson conserve la tête du groupe A, une minute et demie devant Eriksson.
| Pos. | Pilote               | Copilote         | Voiture                 | Groupe | Temps           | Écart         |
| ---- | -------------------- | ---------------- | ----------------------- | ------ | --------------- | ------------- |
| 1    | Timo Salonen         | Seppo Harjanne   | Peugeot 205 Turbo 16 E2 | B      | 3 h 24 min 29 s |               |
| 2    | Markku Alén          | Ilkka Kivimäki   | Lancia Delta S4         | B      | 3 h 24 min 38 s | + 9 s         |
| 3    | Mikael Ericsson      | Claes Billstam   | Lancia Delta S4         | B      | 3 h 25 min 34 s | + 1 min 05 s  |
| 4    | Juha Kankkunen       | Juha Piironen    | Peugeot 205 Turbo 16 E2 | B      | 3 h 28 min 00 s | + 3 min 31 s  |
| 5    | Mikael Sundström     | Voitto Silander  | Peugeot 205 Turbo 16 E2 | B      | 3 h 28 min 21 s | + 3 min 52 s  |
| 6    | Tony Pond            | Rob Arthur       | MG Metro 6R4            | B      | 3 h 28 min 32 s | + 4 min 03 s  |
| 7    | Kalle Grundel        | Benny Melander   | Ford RS200              | B      | 3 h 28 min 43 s | + 4 min 14 s  |
| 8    | Jimmy McRae          | Ian Grindrod     | MG Metro 6R4            | B      | 3 h 31 min 02 s | + 6 min 33 s  |
| 9    | Per Eklund           | Dave Whittock    | MG Metro 6R4            | B      | 3 h 32 min 27 s | + 7 min 58 s  |
| 10   | David Llewellin      | Phil Short       | MG Metro 6R4            | B      | 3 h 35 min 58 s | + 11 min 29 s |
| 11   | Harald Demuth        | Steve Bond       | Audi Sport Quattro      | B      | 3 h 43 min 25 s | + 18 min 56 s |
| 12   | Harri Toivonen       | Neil Wilson      | MG Metro 6R4            | B      | 3 h 44 min 35 s | + 20 min 06 s |
| 13   | Ingvar Carlsson      | Jan-Olof Bohlin  | Mazda 323 4WD           | A      | 3 h 48 min 49 s | + 24 min 20 s |
| 14   | Kenneth Eriksson     | Peter Diekmann   | Volkswagen Golf GTI 16V | A      | 3 h 50 min 26 s | + 25 min 57 s |
| 15   | Lasse Lampi          | Pentti Kuukkala  | Audi Coupé Quattro      | A      | 3 h 50 min 54 s | + 26 min 25 s |
| 16   | Glyn Jones           | James Ryland     | Opel Manta 400          | B      | 3 h 55 min 20 s | + 30 min 51 s |
| 17   | Mats Jonsson         | Johnny Johansson | Opel Ascona             | A      | 3 h 55 min 59 s | + 31 min 30 s |
| 18   | Pentti Airikkala     | Roland McNamee   | Vauxhall Astra GTE      | A      | 3 h 56 min 25 s | + 31 min 56 s |
| 19   | Louise Aitken-Walker | Ellen Morgan     | Nissan 240RS            | B      | 3 h 58 min 49 s | + 34 min 20 s |
| 20   | Ladislav Křeček      | Bořivoj Motl     | Škoda 130 LR            | B      | 4 h 00 min 34 s | + 36 min 05 s |
|      |                      |                  |                         |        |                 |               |
| 30   | Malcolm Wilson       | Nigel Harris     | MG Metro 6R4            | B      | 4 h 12 min 14 s | + 47 min 45 s |

### Quatrième étape

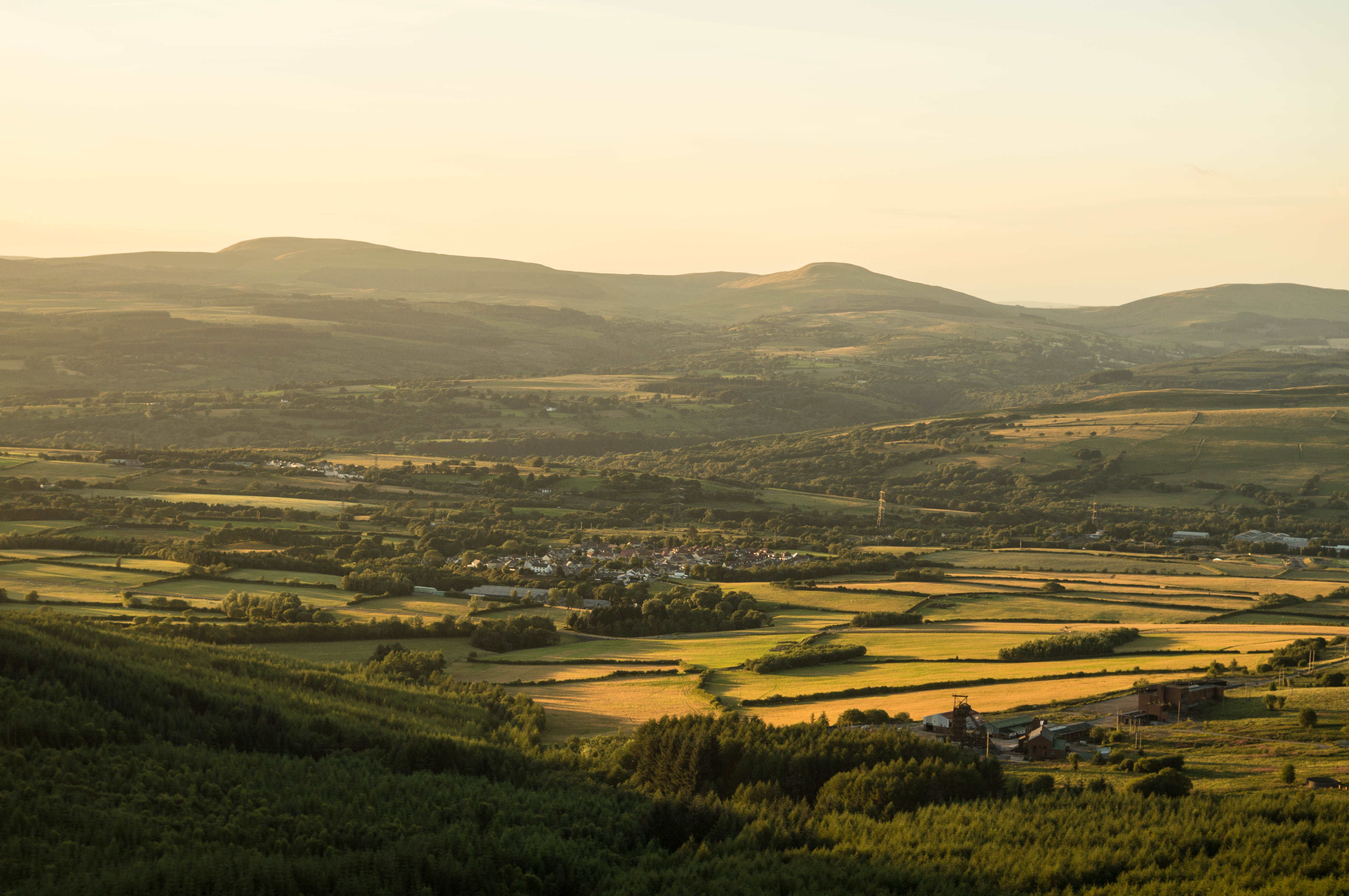
C'est dans le secteur de Rhigos que Timo Salonen s'est assuré la victoire.

Le départ de la dernière étape est donné le mercredi, bien avant l'aube. Les concurrents rejoignent Chester avant d'affronter tout au long de la journée, sous une pluie battante, les épreuves spéciales galloises. Salonen est le plus vite en action ; le champion du monde porte son avance à vingt-cinq-secondes avant qu'Alén ne réagisse ne revienne, en fin de matinée, après les deux secteurs chronométrés de Penmachno, à seulement six secondes de son adversaire. Dans l'épreuve de Coed-y-Bren, Salonen attaque et relègue son rival à quatorze secondes. Malgré un baroud d'honneur d'Alén, Salonen conserve une dizaine de secondes de marge avant d'aborder le sud du pays de Galles. Également très rapide en début d'étape, Ericsson s'est rapproché et n'est qu'à une demi-minute d'Alén. Souffrant de coliques néphrétiques, Kankkunen est en difficulté et a rétrogradé à la cinquième place derrière son coéquipier Sundström. Salonen et Alén font jeu égal dans le secteur de Myherin. Salonen creuse ensuite très légèrement l'écart et au, moment d'aborder les deux dernières spéciales, de plus de trente kilomètres chacune, tout est encore possible, douze secondes séparant les deux adversaires. Salonen va se montrer le plus fort : alors qu'Ericsson a la malchance de casser son turbo en vue de l'arrivée et doit abandonner, il double son avance dans l'épreuve de Rhigos, portant un coup au moral du pilote Lancia qui avait pris le risque de monter des gommes tendres (qui n'ont pas tenu la distance) et va préférer assurer sa deuxième place dans l'ultime spéciale, où il concède près d'une minute. Salonen remporte sa deuxième victoire de la saison, devant Alén et Kankkunen à qui Sundström a volontairement cédé sa troisième place. Sur la seule Ford officielle restant en lice, Grundel termine en cinquième position, devant un groupe de 4 MG emmenées par Tony Pond. Dixième devant Eriksson, Carlsson remporte le groupe A. Quatre-vingt-quatre équipages ont terminé la course.

### Classements intermédiaires
Classements intermédiaires des pilotes après chaque épreuve spéciale

### Classement général
| Pos | No | Pilote           | Copilote        | Voiture                 | Temps           | Écart         | Groupe |
| --- | -- | ---------------- | --------------- | ----------------------- | --------------- | ------------- | ------ |
| 1   | 1  | Timo Salonen     | Seppo Harjanne  | Peugeot 205 Turbo 16 E2 | 5 h 21 min 11 s |               | B      |
| 2   | 3  | Markku Alén      | Ilkka Kivimäki  | Lancia Delta S4         | 5 h 22 min 33 s | + 1 min 22 s  | B      |
| 3   | 5  | Juha Kankkunen   | Juha Piironen   | Peugeot 205 Turbo 16 E2 | 5 h 27 min 16 s | + 6 min 05 s  | B      |
| 4   | 11 | Mikael Sundström | Voitto Silander | Peugeot 205 Turbo 16 E2 | 5 h 27 min 42 s | + 6 min 31 s  | B      |
| 5   | 6  | Kalle Grundel    | Benny Melander  | Ford RS200              | 5 h 29 min 32 s | + 8 min 21 s  | B      |
| 6   | 16 | Tony Pond        | Arthur Rob      | MG Metro 6R4            | 5 h 30 min 14 s | + 9 min 03 s  | B      |
| 7   | 17 | Per Eklund       | Dave Whittock   | MG Metro 6R4            | 5 h 33 min 12 s | + 12 min 01 s | B      |
| 8   | 15 | Jimmy McRae      | Ian Grindrod    | MG Metro 6R4            | 5 h 35 min 08 s | + 13 min 57 s | B      |
| 9   | 14 | David Llewellin  | Phil Short      | MG Metro 6R4            | 5 h 40 min 38 s | + 19 min 27 s | B      |
| 10  | 7  | Ingvar Carlsson  | Jan-Olof Bohlin | Mazda 323 4WD           | 6 h 00 min 33 s | + 39 min 22 s | A      |

### Équipages de tête
- ES1 :  Stig Blomqvist -  Bruno Berglund (Ford RS200)
- ES2 à ES15 :  Juha Kankkunen -  Juha Piironen (Peugeot 205 Turbo 16 E2)
- ES16 à ES17 :  Markku Alén -  Ilkka Kivimäki (Lancia Delta S4)
- ES18 :  Markku Alén -  Ilkka Kivimäki (Lancia Delta S4) &  Timo Salonen -  Seppo Harjanne (Peugeot 205 Turbo 16 E2)
- ES19 à ES21 :  Timo Salonen -  Seppo Harjanne (Peugeot 205 Turbo 16 E2)
- ES22 :  Mikael Ericsson -  Claes Billstam (Lancia Delta S4)
- ES23 à ES25 :  Juha Kankkunen -  Juha Piironen (Peugeot 205 Turbo 16 E2)
- ES26 à ES30 :  Mikael Ericsson -  Claes Billstam (Lancia Delta S4)
- ES31 à ES45 :  Timo Salonen -  Seppo Harjanne (Peugeot 205 Turbo 16 E2)

### Vainqueurs d'épreuves spéciales
- Markku Alén -  Ilkka Kivimäki (Lancia Delta S4) : 16 spéciales (ES 4, 5, 7, 9, 10, 16, 24, 28, 29, 31, 35, 37 à 39, 41, 42)
- Timo Salonen -  Seppo Harjanne (Peugeot 205 Turbo 16 E2) : 14 spéciales (ES 11, 13, 15, 17 à 20, 25, 30, 39, 42 à 45)
- Mikael Ericsson -  Claes Billstam (Lancia Delta S4) : 8 spéciales (ES 8, 9, 21, 22, 26, 33, 34, 41)
- Juha Kankkunen -  Juha Piironen (Peugeot 205 Turbo 16 E2) : 6 spéciales (ES 2, 6, 12, 14, 23, 32)
- Tony Pond -  Arthur Rob (MG Metro 6R4) : 2 spéciales (ES 5, 36)
- Mikael Sundström -  Voitto Silander (Peugeot 205 Turbo 16 E2) : 2 spéciales (ES 3, 40)
- Stig Blomqvist -  Bruno Berglund (Ford RS200) : 1 spéciale (ES 1)
- Malcolm Wilson -  Nigel Harris (MG Metro 6R4) : 1 spéciale (ES 27)

## Résultats des principaux engagés

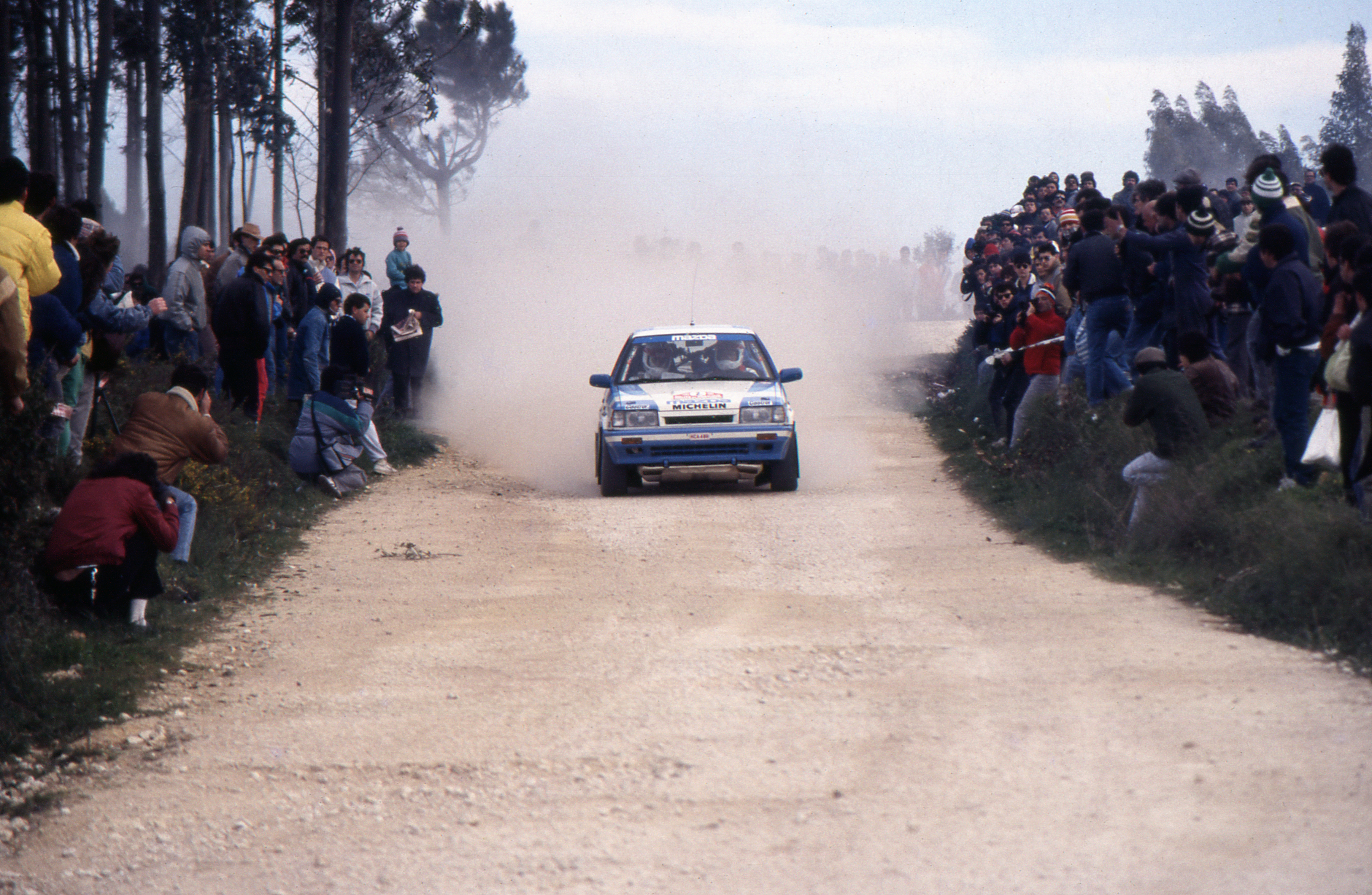
Une Mazda 323 identique à celle d'Ingvar Carlsson, dixième du classement général et vainqueur du groupe A.

| No | Pilote               | Copilote         | Voiture                 | Groupe | Classement général                                  | Class. groupe |
| -- | -------------------- | ---------------- | ----------------------- | ------ | --------------------------------------------------- | ------------- |
| 1  | Timo Salonen         | Seppo Harjanne   | Peugeot 205 Turbo 16 E2 | B      | 1er                                                 | 1er           |
| 2  | Stig Blomqvist       | Bruno Berglund   | Ford RS200              | B      | ab. dans la 27e spéciale (moteur)                   | -             |
| 3  | Markku Alén          | Ilkka Kivimäki   | Lancia Delta S4         | B      | 2e à 1 min 22 s                                     | 2e            |
| 4  | Tony Pond            | Rob Arthur       | MG Metro 6R4            | B      | 6e à 9 min 03 s                                     | 6e            |
| 5  | Juha Kankkunen       | Juha Piironen    | Peugeot 205 Turbo 16 E2 | B      | 3e à 6 min 05 s                                     | 3e            |
| 6  | Kalle Grundel        | Benny Melander   | Ford RS200              | B      | 5e à 8 min 21 s                                     | 5e            |
| 7  | Ingvar Carlsson      | Jan-Olof Bohlin  | Mazda 323 4WD           | A      | 10e à 39 min 22 s                                   | 1er           |
| 9  | Mikael Ericsson      | Claes Billstam   | Lancia Delta S4         | B      | ab. dans la 44e spéciale (turbo)                    | -             |
| 10 | Malcolm Wilson       | Nigel Harris     | MG Metro 6R4            | B      | 17e à 53 min 48 s                                   | 12e           |
| 11 | Mikael Sundström     | Voitto Silander  | Peugeot 205 Turbo 16 E2 | B      | 4e à 6 min 31 s                                     | 4e            |
| 12 | Mark Lovell          | Roger Freeman    | Ford RS200              | B      | ab. dans la 21e spéciale (bielle)                   | -             |
| 14 | David Llewellin      | Phil Short       | MG Metro 6R4            | B      | 9e à 19 min 27 s                                    | 9e            |
| 15 | Jimmy McRae          | Ian Grindrod     | MG Metro 6R4            | B      | 8e à 13 min 57 s                                    | 8e            |
| 16 | Russell Brookes      | Mike Broad       | Opel Manta 400          | B      | ab. dans la 30e spéciale (piston)                   | -             |
| 17 | Per Eklund           | Dave Whittock    | MG Metro 6R4            | B      | 7e à 12 min 01 s                                    | 7e            |
| 18 | Stig Andervang       | David West       | Ford RS200              | B      | ab. dans la 19e spéciale (châssis cassé)            | -             |
| 19 | Marc Duez            | Willy Lux        | MG Metro 6R4            | B      | ab. dans la 9e spéciale (moteur)                    | -             |
| 20 | Harri Toivonen       | Neil Wilson      | MG Metro 6R4            | B      | ab. dans la 38e spéciale (moteur)                   | -             |
| 21 | Harald Demuth        | Steve Bond       | Audi Sport Quattro      | B      | ab. dans la 44e spéciale (moteur)                   | -             |
| 23 | Tony Teesdale        | Greg Horne       | MG Metro 6R4            | B      | ab. dans la 27e spéciale (moteur)                   | -             |
| 24 | John Haugland        | Monika Eckardt   | Škoda 130 LR            | B      | 21e à 1 h 02 min 07 s                               | 15e           |
| 25 | Ladislav Křeček      | Bořivoj Motl     | Škoda 130 LR            | B      | 20e à 59 min 36 s                                   | 14e           |
| 27 | Kenneth Eriksson     | Peter Diekmann   | Volkswagen Golf GTI 16V | A      | 11e à 41 min 59 s                                   | 2e            |
| 28 | Lasse Lampi          | Pentti Kuukkala  | Audi Coupé Quattro      | A      | 12e à 43 min 55 s                                   | 3e            |
| 29 | Pentti Airikkala     | Roland McNamee   | Vauxhall Astra GTE      | A      | 16e à 51 min 09 s                                   | 5e            |
| 30 | Andrew Wood          | Mike Nicholson   | Vauxhall Astra GTE      | A      | 24e à 1 h 10 min 03 s                               | 9e            |
| 32 | Louise Aitken-Walker | Ellen Morgan     | Nissan 240RS            | B      | 15e à 50 min 34 s                                   | 11e           |
| 35 | Willie Rutherford    | Bryan Harris     | MG Metro 6R4            | B      | ab. dans la 30e spéciale (sortie de route)          | -             |
| 36 | Ken Wood             | Peter Brown      | MG Metro 6R4            | B      | ab. dans la 31e spéciale (courroie de distribution) | -             |
| 37 | David Gillanders     | Ken Rees         | MG Metro 6R4            | B      | ab. dans la 28e spéciale (moteur)                   | -             |
| 38 | Tomi Palmqvist       | Ossi Lehtonen    | Audi Quattro A2         | B      | ab. dans la 3e étape                                | -             |
| 40 | Chris Lord           | Ron Varley       | Audi Quattro A1         | B      | 18e à 58 min 28 s                                   | 13e           |
| 46 | Glyn Jones           | James Ryland     | Opel Manta 400          | B      | 14e à 50 min 23 s                                   | 10e           |
| 68 | Mats Jonsson         | Johnny Johansson | Opel Ascona             | A      | 13e à 49 min 47 s                                   | 4e            |

## Classements des championnats à l'issue de la course
- Note : Les classements constructeurs et pilotes affichés ci-dessous sont sous réserve de validation des résultats du Rallye Sanremo, après l'appel déposé par Peugeot à la suite de l'exclusion des voitures engagées par le constructeur français au cours de cette épreuve[Note 2].

### Constructeurs
- Attribution des points : 12, 10, 8, 7, 6, 5, 4, 3, 2, 1 respectivement aux dix premières marques de chaque épreuve, additionnés de 8, 7, 6, 5, 4, 3, 2, 1 respectivement aux huit premières de chaque groupe (seule la voiture la mieux classée de chaque constructeur marque des points). Les points de groupe ne sont attribués qu'aux concurrents déclarés officiellement par le constructeur et ayant terminé dans les dix premiers au classement général.
- Seuls les sept meilleurs résultats (sur onze épreuves) sont retenus pour le décompte final des points. Peugeot doit donc décompter les dix points marqués au Safariet les quatorze marqués en Argentine. Lancia doit déduire les quatorze points acquis au safari et les quatorze acquis en Finlande[2].

| Pos. | Marque       | Points    | M-C  | SUE  | POR | SAF   | COR  | ACR  | NZ   | ARG   | FIN   | SAN  | RAC  |
| ---- | ------------ | --------- | ---- | ---- | --- | ----- | ---- | ---- | ---- | ----- | ----- | ---- | ---- |
| 1    | Peugeot      | 137 (161) | 10+7 | 12+8 | -   | (6+4) | 12+8 | 12+8 | 12+8 | (8+6) | 12+8  | -    | 12+8 |
| 2    | Lancia       | 128 (156) | 12+8 | 10+7 | -   | (8+6) | -    | 10+7 | 10+7 | 12+8  | (8+6) | 12+8 | 10+7 |
| 3    | Volkswagen   | 79        | 2+7  | 4+6  | -   | -     | 3+6  | 4+7  | 4+8  | 6+8   | -     | 6+8  | -    |
| 4    | Audi         | 29        | 8+6  | 7+8  | -   | -     | -    | -    | -    | -     | -     | -    | -    |
| 5    | Austin Rover | 26        | -    | -    | -   | -     | -    | -    | -    | -     | 4+2   | 7+5  | 5+3  |
| 6    | Ford         | 24        | -    | 8+6  | -   | -     | -    | -    | -    | -     | -     | -    | 6+4  |
| 7    | Toyota       | 20        | -    | -    | -   | 12+8  | -    | -    | -    | -     | -     | -    | -    |
| 8    | Renault      | 14        | -    | -    | -   | -     | 7+7  | -    | -    | -     | -     | -    | -    |
| 9    | Subaru       | 13        | -    | -    | -   | 5+8   | -    | -    | -    | -     | -     | -    | -    |
| 10   | Citroën      | 10        | -    | 5+5  | -   | -     | -    | -    | -    | -     | -     | -    | -    |
| 11   | Škoda        | 9         | -    | -    | -   | -     | -    | -    | -    | -     | -     | 5+4  | -    |
| 11=  | Mazda        | 9         | -    | -    | -   | -     | -    | -    | -    | -     | -     | -    | 1+8  |
| 13   | Opel         | 5         | -    | -    | -   | -     | -    | -    | -    | 1+4   | -     | -    | -    |

### Pilotes
- Attribution des points : 20, 15, 12, 10, 8, 6, 4, 3, 2, 1 respectivement aux dix premiers de chaque épreuve.
- Seuls les sept meilleurs résultats (sur treize épreuves) sont retenus pour le décompte final des points.

| Pos. | Pilote             | Marque         | Points | M-C | SUE | POR | SAF | COR | ACR | NZ  | ARG | FIN | CIV | SAN | RAC | USA |
| ---- | ------------------ | -------------- | ------ | --- | --- | --- | --- | --- | --- | --- | --- | --- | --- | --- | --- | --- |
| 1    | Markku Alén        | Lancia         | 104    | -   | 15  | -   | 12  | -   | -   | 15  | 15  | 12  | -   | 20  | 15  |     |
| 2    | Juha Kankkunen     | Peugeot        | 103    | 8   | 20  | -   | 8   | -   | 20  | 20  | -   | 15  | -   | -   | 12  |     |
| 3    | Timo Salonen       | Peugeot        | 63     | 15  | -   | -   | -   | -   | -   | 8   | -   | 20  | -   | -   | 20  |     |
| 4    | Massimo Biasion    | Lancia         | 59     | -   | -   | -   | -   | -   | 15  | 12  | 20  | -   | -   | 12  | -   |     |
| 5    | Björn Waldegård    | Toyota         | 40     | -   | -   | -   | 20  | -   | -   | -   | -   | -   | 20  | -   | -   |     |
| 6    | Bruno Saby         | Peugeot        | 38     | 6   | -   | -   | -   | 20  | 12  | -   | -   | -   | -   | -   | -   |     |
| 7    | Kenneth Eriksson   | Volkswagen     | 33     | 2   | 4   | -   | -   | 3   | 4   | 4   | 8   | -   | -   | 8   | -   |     |
| 8    | Lars-Erik Torph    | Toyota         | 30     | -   | -   | -   | 15  | -   | -   | -   | -   | -   | 15  | -   | -   |     |
| 9    | Mikael Ericsson    | Audi & Lancia¹ | 28     | -   | 10  | -   | -   | -   | -   | 10¹ | -   | 8¹  | -   | -   | -   |     |
| 10   | Kalle Grundel      | Ford & Lancia¹ | 26     | -   | 12  | -   | -   | -   | -   | -   | -   | 6¹  | -   | -   | 8   |     |
| 11   | Stig Blomqvist     | Peugeot        | 22     | -   | -   | -   | -   | -   | -   | -   | 12  | 10  | -   | -   | -   |     |
| 11=  | Erwin Weber        | Toyota         | 22     | -   | -   | -   | 10  | -   | -   | -   | -   | -   | 12  | -   | -   |     |
| 13   | Henri Toivonen     | Lancia         | 20     | 20  | -   | -   | -   | -   | -   | -   | -   | -   | -   | -   | -   |     |
| 13=  | Joaquim Moutinho   | Renault        | 20     | -   | -   | 20  | -   | -   | -   | -   | -   | -   | -   | -   | -   |     |
| 15   | Rudolf Stohl       | Audi           | 16     | -   | -   | -   | -   | -   | 6   | -   | 6   | -   | 4   | -   | -   |     |
| 16   | Carlos Bica        | Lancia         | 15     | -   | -   | 15  | -   | -   | -   | -   | -   | -   | -   | -   | -   |     |
| 16=  | François Chatriot  | Renault        | 15     | -   | -   | -   | -   | 15  | -   | -   | -   | -   | -   | -   | -   |     |
| 16=  | Dario Cerrato      | Lancia         | 15     | -   | -   | -   | -   | -   | -   | -   | -   | -   | -   | 15  | -   |     |
| 19   | Hannu Mikkola      | Audi           | 12     | 12  | -   | -   | -   | -   | -   | -   | -   | -   | -   | -   | -   |     |
| 19=  | Giovanni del Zoppo | Fiat           | 12     | -   | -   | 12  | -   | -   | -   | -   | -   | -   | -   | -   | -   |     |
| 19=  | Yves Loubet        | Alfa Romeo     | 12     | -   | -   | -   | -   | 12  | -   | -   | -   | -   | -   | -   | -   |     |
| 21   | Malcolm Wilson     | MG             | 11     | -   | -   | -   | -   | -   | -   | -   | -   | 1   | -   | 10  | -   |     |
| 21=  | «Tchine»           | Opel           | 11     | -   | -   | 8   | -   | -   | -   | -   | -   | -   | -   | 3   | -   |     |
| 23   | Walter Röhrl       | Audi           | 10     | 10  | -   | -   | -   | -   | -   | -   | -   | -   | -   | -   | -   |     |
| 23=  | Jorge Ortigão      | Toyota         | 10     | -   | -   | 10  | -   | -   | -   | -   | -   | -   | -   | -   | -   |     |
| 23=  | Jean Ragnotti      | Renault        | 10     | -   | -   | -   | -   | 10  | -   | -   | -   | -   | -   | -   | -   |     |
| 23=  | Saeed Al-Hajri     | Porsche        | 10     | -   | -   | -   | -   | -   | 10  | -   | -   | -   | -   | -   | -   |     |
| 23=  | Jorge Recalde      | Lancia         | 10     | -   | -   | -   | -   | -   | -   | -   | 10  | -   | -   | -   | -   |     |
| 23=  | Robin Ulyate       | Toyota         | 10     | -   | -   | -   | -   | -   | -   | -   | -   | -   | 10  | -   | -   |     |
| 23=  | Mikael Sundström   | Peugeot        | 10     | -   | -   | -   | -   | -   | -   | -   | -   | -   | -   | -   | 10  |     |